# 萬蓋國家公園
萬蓋國家公園（英語：Hwange National Park），舊稱萬基野生動物保護區（Wankie Game Reserve），是非洲國家津巴布韋最大的野生動物保護區，位於西部北馬塔貝萊蘭省，毗鄰喀拉哈里沙漠，國家公園佔地超過14,600平方公里，有105種哺乳類動物，包括19種大型草食性動物、8種大型肉食性動物和所有津巴布韋的受保護動物，例如南非劍羚、鬣狗和非洲野犬。

## 偷獵事件
2015年7月，著名獅子塞西爾慘被獵殺，事件觸發大眾對偷獵的關注。

## 外部連結

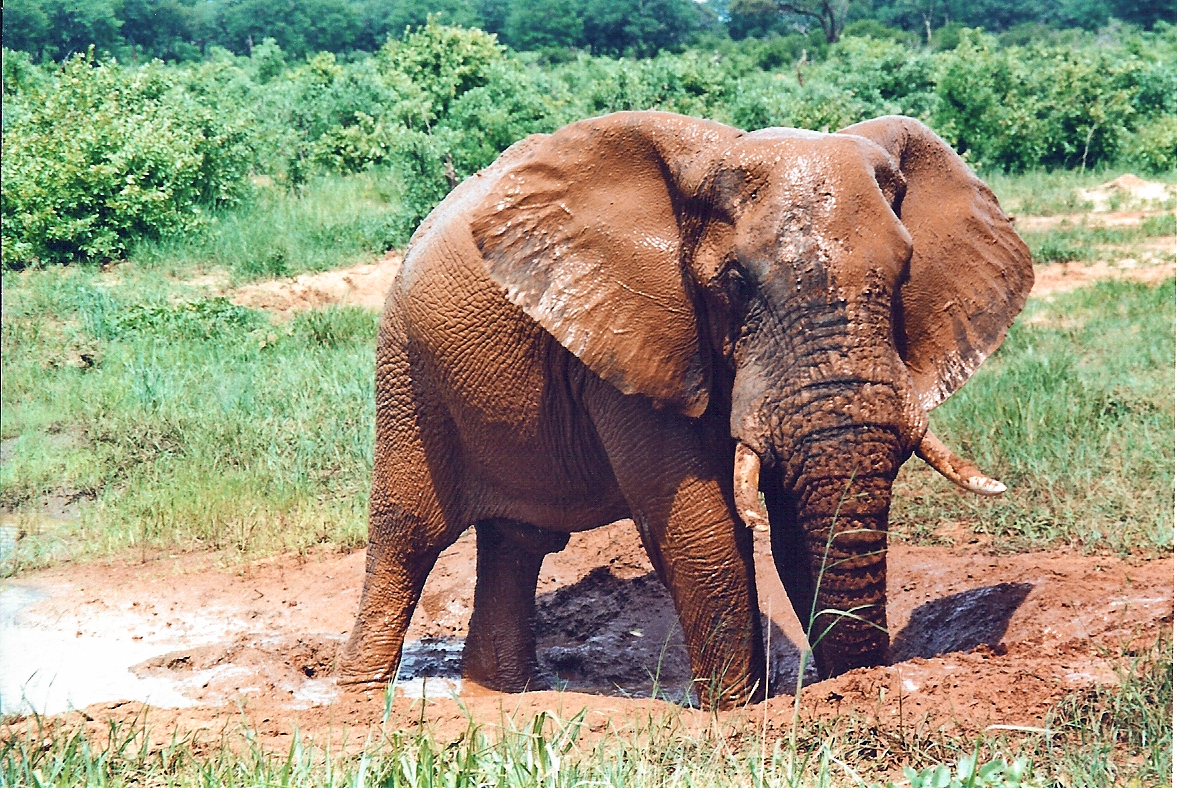
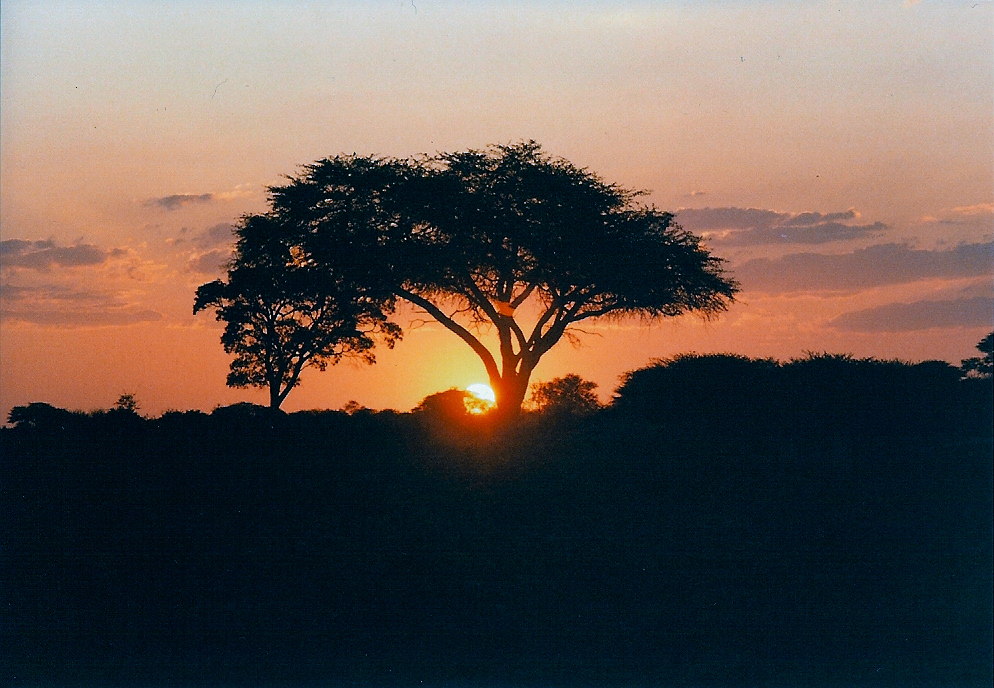
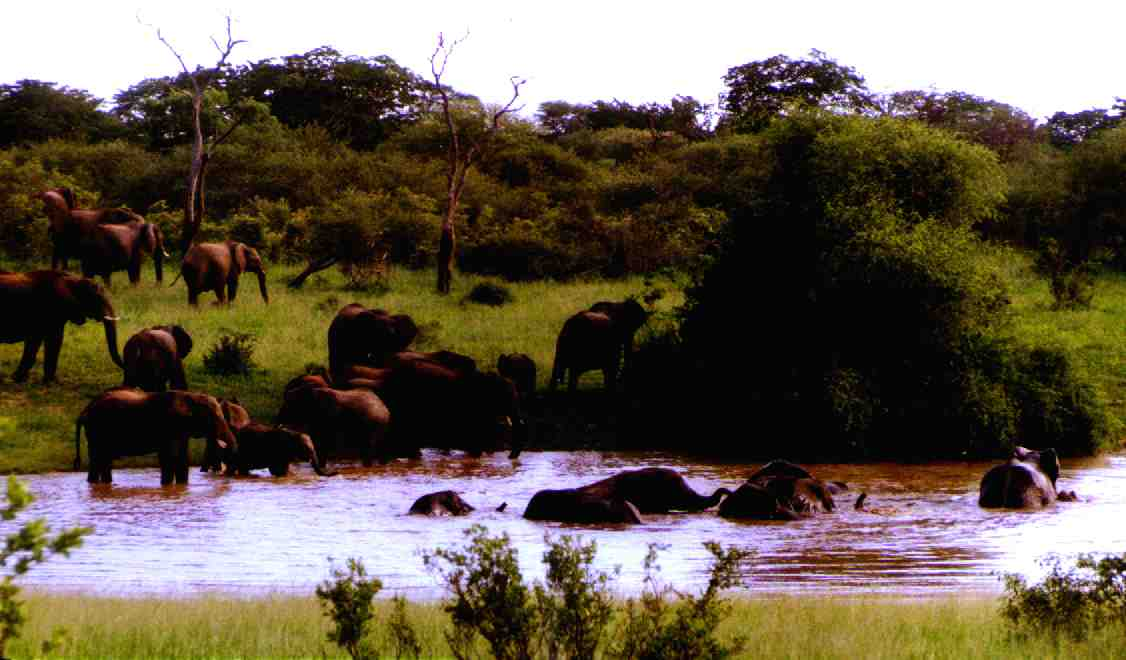

- World Conservation Monitoring Centre's page on Hwange
- Pulitzer Center on Crisis Reporting  Zimbabwe: Human Conflict/Environmental Consequences
- Zimbabwe crisis hits game parks （页面存档备份，存于）
- Map of Hwange National Park （页面存档备份，存于）